# Stairway to Heaven
Stairway to Heaven è un brano del gruppo musicale britannico Led Zeppelin, quarta traccia del quarto album in studio Led Zeppelin IV pubblicato nel 1971.
Viene considerata una delle canzoni più famose nella storia della musica e del rock, è a tutt'oggi una delle più richieste dalle stazioni radio negli Stati Uniti d'America nonostante non sia mai stata pubblicata come singolo; fu invece pubblicata negli States come disco promozionale e come EP acustico in Australia; mentre l'assolo di chitarra contenuto nel brano è considerato dalla rivista Guitar World il migliore mai eseguito.

## Storia
(Jimmy Page in un'intervista con la BBC nel 2014)
La canzone venne scritta e registrata nell'Headley Grange e non nel Bron-Yr-Aur come si credeva un tempo. Non è chiaro se l'ispirazione per la canzone sia venuta dal titolo del film Scala al paradiso (A Matter of Life and Death), uscito nelle sale negli Stati Uniti con il titolo Stairway to Heaven. Il primo riferimento conosciuto a una scalinata verso il paradiso si trova nella Bibbia, nel libro della Genesi 28:12.
La canzone venne eseguita dal vivo per la prima volta il 5 marzo 1971 alla Ulster Hall di Belfast e rimase nella scaletta dei concerti dei Led Zeppelin ininterrottamente dal 1975 al 1980. Normalmente la canzone faceva parte del bis finale ed era eseguita prevalentemente verso la fine del concerto. Stairway to Heaven fu anche suonata al Live Aid nel 1985, alla festa per il quarantesimo anniversario della Atlantic Records nel 1988, e da Jimmy Page in versione strumentale durante i suoi tour da solista. A proposito della canzone Page disse durante un'intervista a Rolling Stone: "[La canzone] ha cristallizzato l'essenza della nostra band. Aveva tutto e ci ha rappresentato al meglio. È stata una pietra miliare. Ogni musicista vuole fare qualcosa di duraturo, qualcosa che rimarrà a lungo nel tempo. Noi lo abbiamo fatto con Stairway".
La partitura di Stairway to Heaven è una delle più vendute nella storia del rock: le copie acquistate sono infatti oltre un milione. Nonostante l'enorme successo del brano, Robert Plant nel 1988 ha dichiarato che suonare Stairway to Heaven a diciassette anni di distanza dalla pubblicazione non fa più per lui e che gli verrebbe l'orticaria se dovesse eseguire la canzone in ogni concerto ("I'd break out in hives if I had to sing that song in every show").

### Testo
Il testo, scritto dal cantante Robert Plant, è sfuggente, mistico, e non si riesce bene a capire di cosa tratti realmente. Di sicuro, Plant fu ispirato dalla lettura di alcuni romanzi. Una prima influenza fu il libro Magic Arts in Celtic Britain di Lewis Spence, che Plant aveva letto da poco; fra i riferimenti al libro nella canzone ci sono ad esempio quelli riguardanti la Regina di maggio (May Queen), i pifferai (pipers) e il trambusto nella siepe (bustle in your hedgerow). Il passaggio «In my thoughts I have seen rings of smoke through the trees» («nei miei pensieri ho visto anelli di fumo fra gli alberi») potrebbe riferirsi al poema di William Wordsworth Tintern Abbey («...and wreaths of smoke / Sent up, in silence, from among the trees!»).
(Led Zeppelin, Stairway To Heaven)
Il significato del testo è molto discusso ed è stato interpretato anche in modi opposti. Sollecitate dalla presenza di presunti messaggi subliminali satanici, rilevati ascoltando alcuni versi al contrario, alcune interpretazioni danno di questo brano una visione estremamente cupa e priva di una conclusione morale, quasi fosse una chiamata alle armi verso una qualche nuova religione o fede, caratterizzata da un forte nichilismo. In un'intervista Robert Plant ammette a chiare note di aver composto il testo sotto l'influsso della "scrittura automatica", tipica dei medium quando cadono in trance, laddove dichiara: "Page e io eravamo seduti davanti al fuoco a Hadley Grange. Page ha pensato agli accordi e li ha suonati per me. Avevo carta e matita a portata di mano e per qualche motivo ero di pessimo umore. Poi all'improvviso la mia mano cominciò a scrivere le parole: 'C'è una signora che crede che l'oro sia tutto ciò che luccica, e sta comprando una scala per il paradiso'. Ho continuato a sedermi, fissando queste parole, e poi sono letteralmente saltato sul posto per lo stupore". Queste parole sono del tutto sovrapponibili a quanto ha affermato Davis: "Plant spesso osservava che poteva sentire la sua penna mossa da una potenza superiore".“Tenevo in mano un pezzo di carta e una penna e, per qualche ragione, ero di pessimo umore. Quindi, all'improvviso, le mie mani cominciarono a buttare giù parole. Me ne rimasi lì a fissarle e poi quasi balzai in aria per lo stupore”.
Nella medesima intervista si accenna a passaggi criptici nel testo della canzone, quali quello della dualità bene - male (“Yes, there are two paths you can go by, but in the long run, there's still time to change the road you're on”, in italiano "Sì, ci sono due sentieri che puoi percorrere, ma a lungo andare c'è ancora tempo per cambiare quello che stai percorrendo") e quello relativo al regno dei morti (nelle culture pagane l'occidente rappresentava il reame delle ombre, dei morti, perché lì moriva - in apparenza - il sole): "There's a feeling I get, when I look to the west, and my spirit's crying for leavin' " ("C'è una sensazione ch'io provo quando volgo lo sguardo ad occidente e la mia anima sta piangendo per la partenza"). Altri versi criptici sono: "The piper's calling you to join him" ("Il pifferaio ti sta chiamando per unirti a lui"), laddove nelle saghe medioevali rappresenta "Il pifferaio di Hamelin", dai poteri sovrannaturali, e, nei carmi classici, raffigura il dio Pan. Oppure "There's a sign on the wall, but she wants to be sure, 'cause you know, sometimes words have two meanings" ("C'è una scritta sul muro, ma essa vuole sincerarsi perché, come ben sai, a volte le parole hanno un doppio significato"). Oppure: "Sometimes all of our thoughts are misgiven" ("A volte tutti i nostri pensieri vengon fraintesi"). E infine: "And as we wind on down the road, our shadows [are] taller then our souls" ("E nel momento in cui ci precipitiamo in strada, le nostre ombre [diventano] più lunghe delle nostre anime")
D'altronde è nota la passione di Jimmy Page per l'occultismo: il chitarrista acquistò infatti la villa di Boleskine House, sulla riva orientale di Loch Ness, in Scozia, precedentemente appartenuta ad Aleister Crowley.

### Struttura
La canzone, scritta in tonalità di La minore, è una suite composta da vari movimenti. L'introduzione di chitarra folk e flauto dolce si trasforma gradualmente in un intermezzo di chitarra elettrica, prima di esplodere nella sezione finale, più veloce e tipicamente hard rock, come in altre canzoni dei Led Zeppelin.
L'introduzione si apre con una progressione di accordi La- / Fa7+ con una linea di basso cromatica discendente La / Lab / Sol / Solb / Fa, ed è uno dei brani più famosi mai composti per chitarra rock. Da questa notorietà nasce il divieto, più o meno scherzoso, di accennare la canzone in alcuni negozi di strumenti.
John Paul Jones si occupò della parte di flauto dolce basso nella sezione introduttiva (al posto di questo dal vivo utilizzò un mellotron dal 1972 al 1977, in seguito usufruì di un Yamaha CP70B Grand Piano e una Yamaha GX-1) e del Fender Rhodes nella parte centrale. Jimmy Page suonò l'assolo di chitarra nel finale su una Fender Telecaster del 1959 donatagli da Jeff Beck e collegata a un amplificatore Supro. Page registrò tre diversi assoli, decidendo solo in seguito quale dei tre fosse migliore per l'atmosfera della canzone. Le altre parti di chitarra vennero eseguite su una chitarra folk Harmony Sovereign H1260 e una Fender Electric XII (a 12 corde); entrambe possono essere udite nei canali di registrazione sinistro e destro, rispettivamente. Per i concerti, Page utilizzava una Heritage Cherry Gibson EDS-1275 6/12 Doubleneck (a doppio manico).

## Controversie
Il brano è stato criticato per il presunto contenuto di messaggi subliminali; secondo alcune interpretazioni un verso del brano, riprodotto al contrario, conterrebbe un inno al demonio.

Ascoltando questa parte al contrario, si può interpretare il seguente messaggio:

Il testo ascoltato nel senso normale già alluderebbe al bifrontismo delle parole. Dice infatti: «'Cause you know sometimes words have two meanings» («Perché come sai a volte le parole hanno due significati»). In realtà non vi è alcuna prova che gli autori abbiano volutamente inserito questi messaggi con la tecnica del backmasking, e probabilmente si tratta di uno dei tanti casi di illusione uditiva della storia del rock, poiché altresì non esiste prova che tali messaggi nascosti siano stati inseriti volutamente. Pur senza nascondere di essere un ammiratore di Aleister Crowley, Page negò sempre queste dicerie. Anche il tecnico del suono Eddie Kramer, che curò il disco, confermò le falsità delle accuse, giudicandole ridicole. Robert Plant affermò in una intervista:
Accusa di plagio
La canzone è stata oggetto di un'accusa di plagio presentata dagli eredi di Randy California, ex chitarrista degli Spirit. Il pezzo incriminato è l'arpeggio iniziale con cui Jimmy Page dà il via alla ballata e che somiglierebbe a un arpeggio contenuto nel brano Taurus degli Spirit. L'accusa è caduta nel 2016 a seguito di un processo che ha assolto i Led Zeppelin ma il 28 settembre del 2018 la corte d'appello ha riscontrato vizi di forma dunque il processo sarà da ripetere.
Nel 2020 la Corte Suprema degli Stati Uniti ha dichiarato che non avrebbe giudicato il caso, lasciando in vigore la sentenza della corte d'appello in cui si afferma che i Led Zeppelin non hanno copiato parte del brano "Taurus" del 1968 degli Spirit. [15]

## Formazione
- Robert Plant – voce
- Jimmy Page – chitarre (acustica, a dodici corde e elettrica)
- John Paul Jones – basso, pianoforte elettrico, mellotron, synth bass
- John Bonham – batteria